# Percy, Manche
Percy là một xã trong tỉnh Manche, thuộc vùng hành chính Normandie của nước Pháp, có dân số là 2143 người (thời điểm 1999). Tu viện Hambye là một thắng cảnh ở gần Percy.

## Nhân khẩu học
| 1962  | 1968  | 1975  | 1982  | 1990  | 1999  |
| ----- | ----- | ----- | ----- | ----- | ----- |
| 2.351 | 2.371 | 2.259 | 2.263 | 2.143 | 2.129 |